# کارل پلیس (نیویورک)
کارل پلیس (به انگلیسی: Carle Place) یک منطقهٔ مسکونی در ایالات متحده آمریکا است که در شهرستان نساو، نیویورک واقع شده‌است. کارل پلیس ۴٬۹۸۱ نفر جمعیت دارد و ۳۲٫۹۲ متر بالاتر از سطح دریا واقع شده‌است.